# Institut supérieur de l'automobile et des transports
Il Institut supérieur de l'automobile et des transports è un'università francese, grande école d'Ingegneria istituita nel 1991, situata a Nevers nel campus dell'Università della Borgogna.

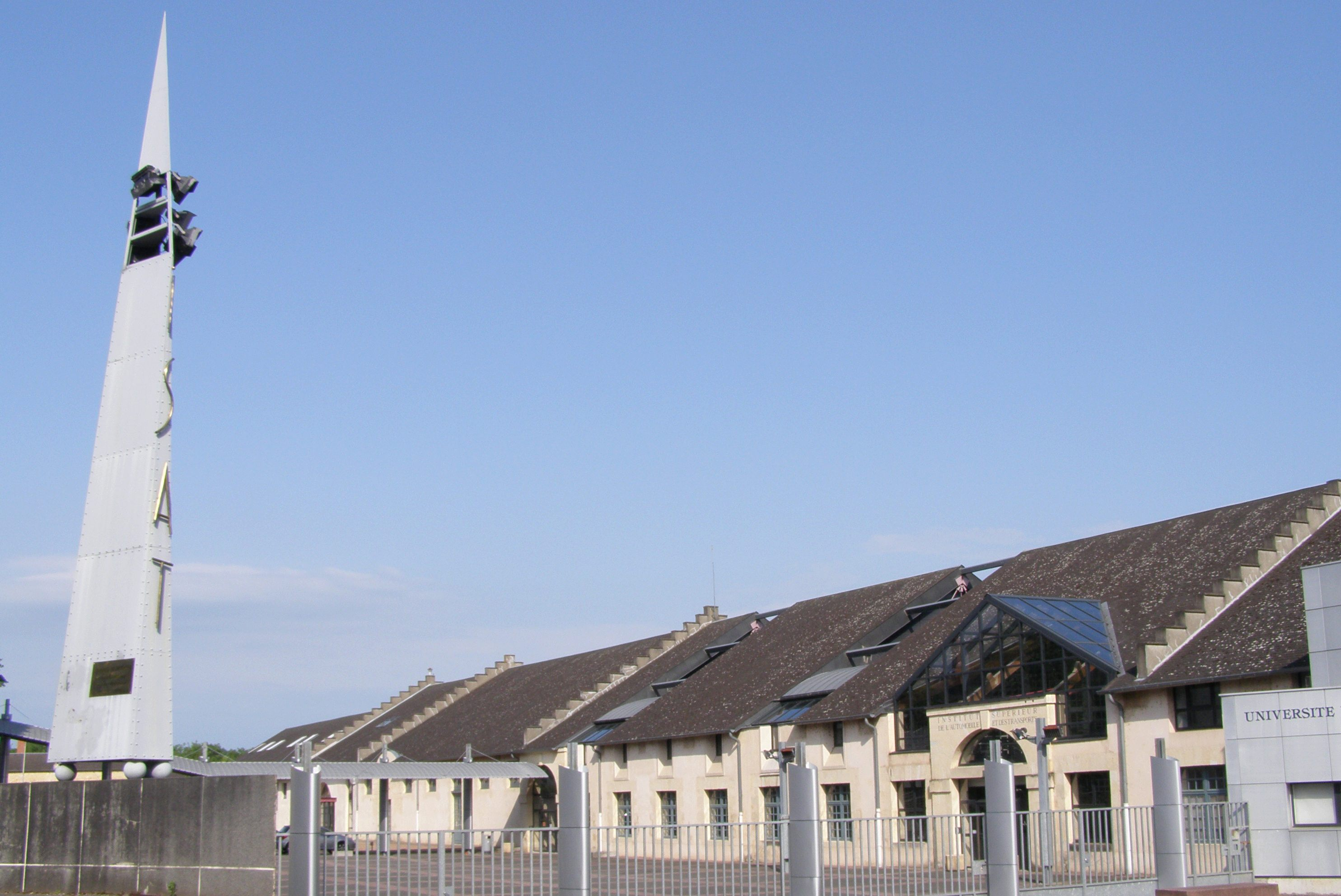
Institut supérieur de l'automobile et des transports

L'ISAT è l'unica scuola di ingegneria pubblica francese specializzata in automobile.

## Didattica
Si possono raggiungere i seguenti diplomi: 
- ingénieur ISAT (ISAT Graduate ingegnere Master)
- laurea magistrale, master ricerca.

## Centri di ricerca
La ricerca alla Institut supérieur de l'automobile et des transports è organizzata attorno a 4 poli tematici
- Energia, Propulsione e Ambiente
- Veicoli intelligenti
- Durabilità e strutture composite
- Vibrazioni e trasporto acustico.